# Afonso Froilaz
Afonso Froilaz foi rei de Leão e da Galiza durante um breve lapso de tempo, entre 925 e 926; tão desafortunado foi que a História nem sequer o regista com um ordinal para acompanhar o nome.
Filho e sucessor natural de Fruela II, foi desapossado da coroa pelos filhos de Ordonho II, Sancho Ordonhes e Afonso Ordonhes, poucos meses depois de ascender ao trono, que pegaram em armas contra ele, por se julgarem com mais direito à coroa de Leão (uma vez que o trono lhes havia sido usurpado pelo pai de Afonso, o rei Fruela, irmão de Ordonho).
Vencido, refugiou-se nas Astúrias, e depois na Galiza onde manteve as suas pretensões ao trono. Em 932 foi feito prisioneiro, junto com os seus irmãos, bem como com o próprio rei Afonso IV de Leão, por Ramiro II, o qual ordena que sejam todos cegados e encarcerados em mosteiros. Aí morreu uns anos mais tarde; diz-se que o futuro Ordonho IV era seu filho, mas não há provas que corroborem que Afonso tenha tido descendentes.